# Manuel Ormazábal
Manuel Alejandro Ormazábal Pino (Santiago, 10 marzo 1983) è un ex calciatore cileno, di ruolo difensore.

## Carriera
Ha giocato nella prima divisione cilena.

## Palmarès

### Club

#### Competizioni nazionali
- Copa Chile: 1

Unión San Felipe: 2009
- Primera B: 1

Unión San Felipe: 2009